# Malenovice (Suchdol)
Malenovice (německy Malenowitz) jsou malá vesnice, část obce Suchdol v okrese Kutná Hora. Nachází se asi 2,5 kilometru západně od Suchdola. Malenovice leží v katastrálním území Malenovice u Kutné Hory o rozloze 1,66 km².

## Historie
První písemná zmínka o vesnici pochází z roku 1436.

## Fotogalerie

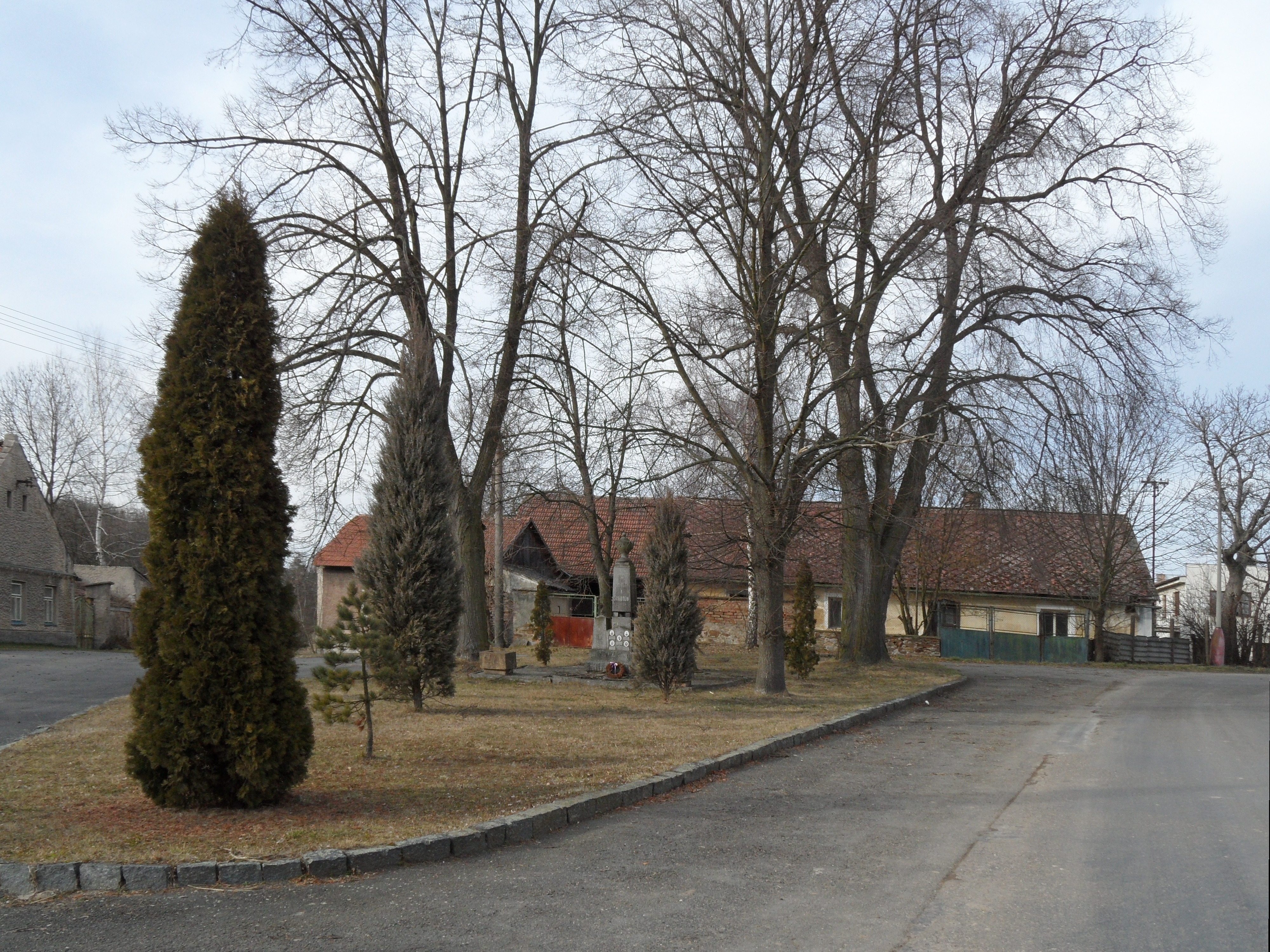
Náves severní část
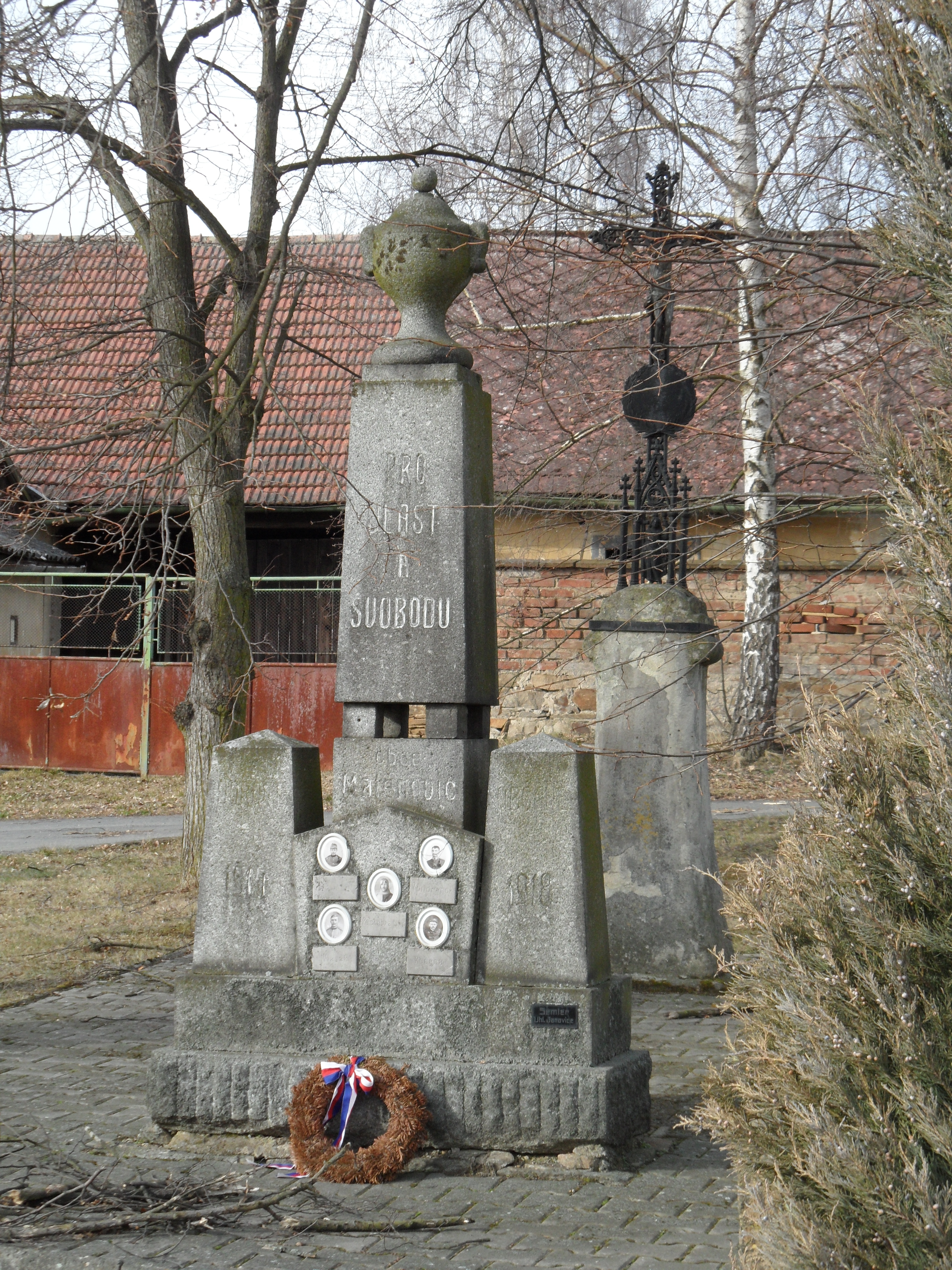
Památník obětem první světové války
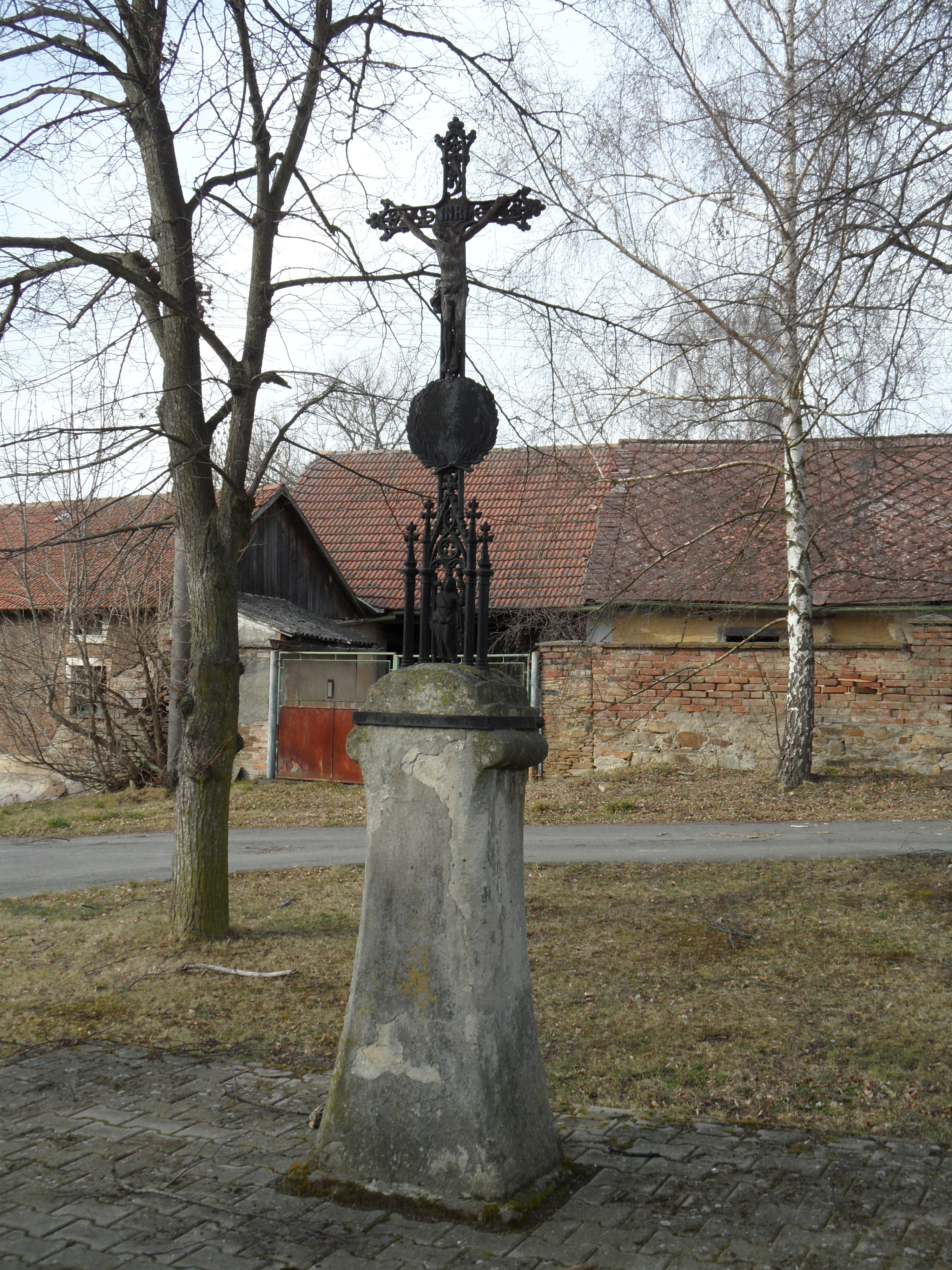
Křížek
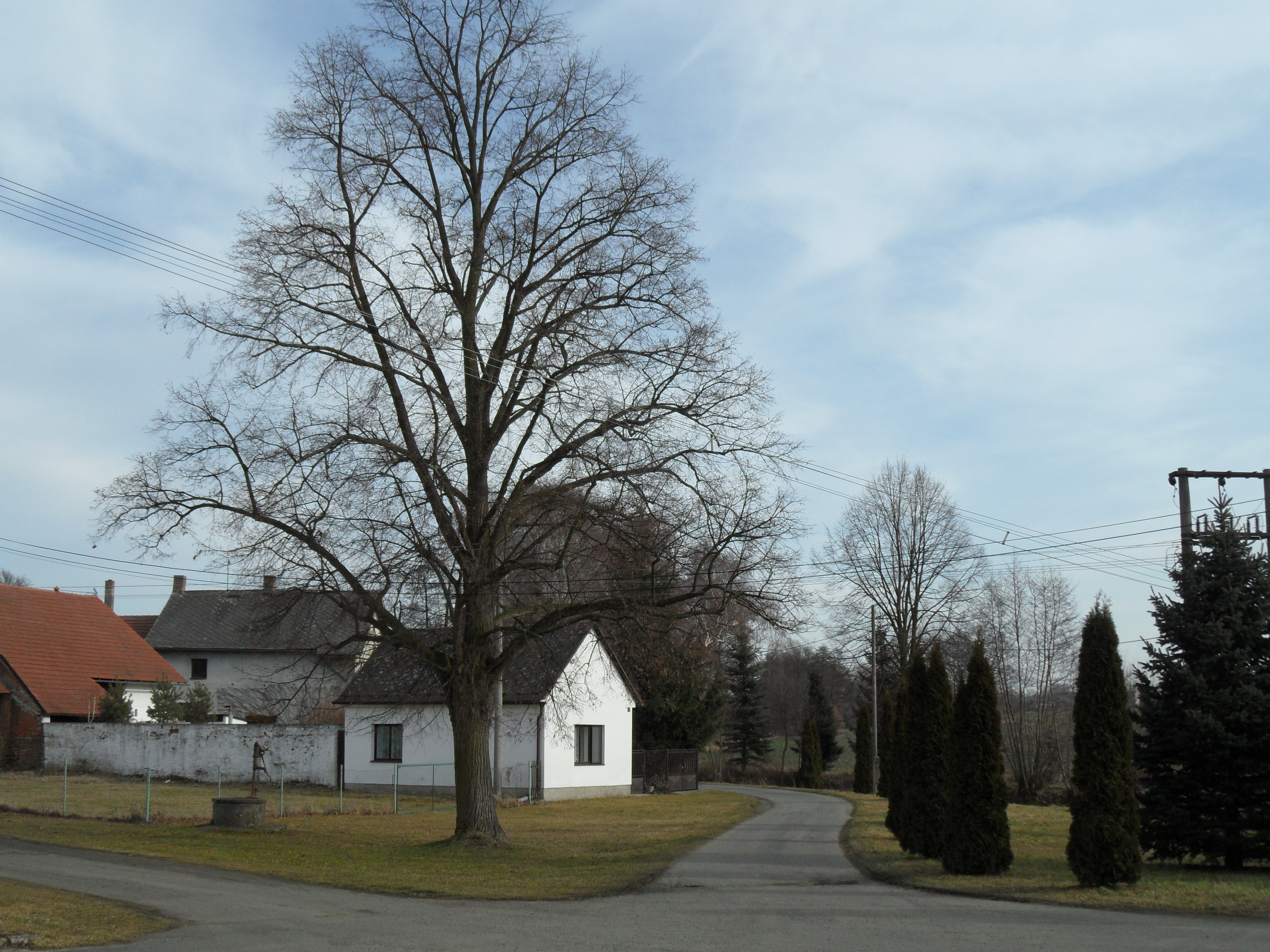
Domy na jihovýchodní části návsi
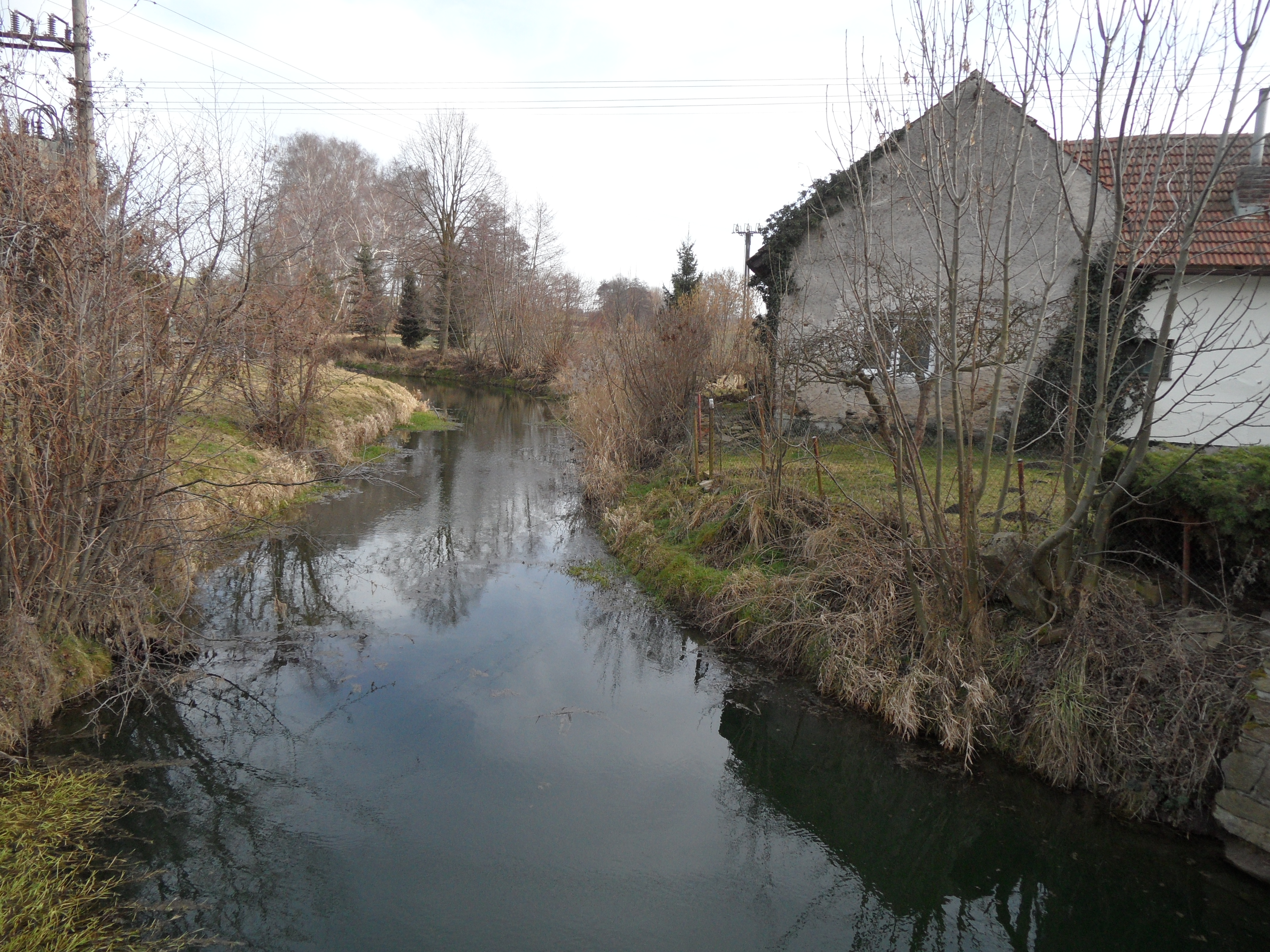
Potok Polepka s okolím
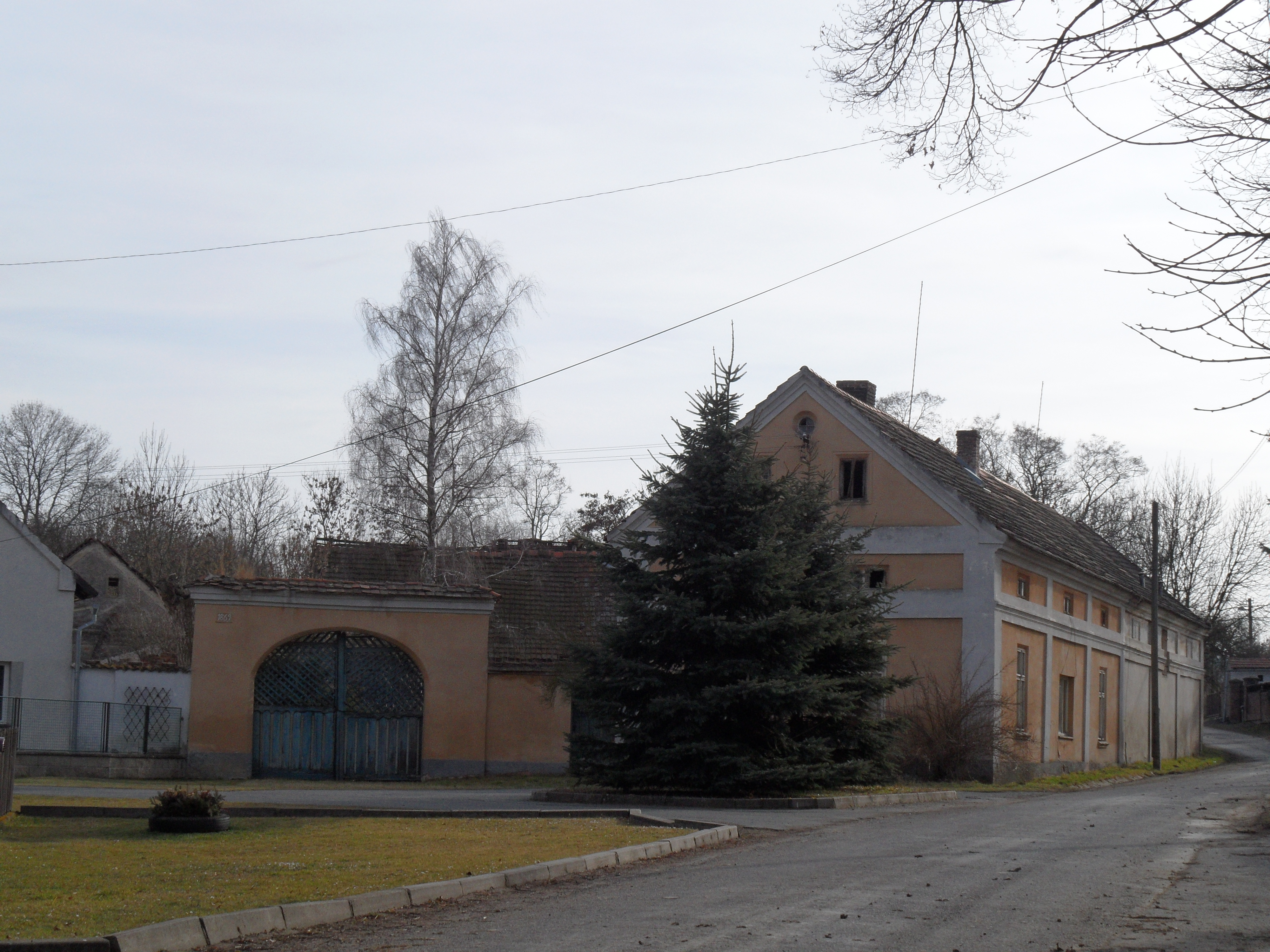
Dům s bránou (čp. 3)